# 中国人民解放军国防大学进修学院
中国人民解放军国防大学进修学院，位于北京市，隶属中国人民解放军国防大学。

## 沿革
国防大学进修学院的前身是中国人民解放军国防大学进修系。1985年，经国务院、中央军委批准，中国人民解放军国防大学在北京成立。国防大学下设有进修系。进修系担负全军部队军、师级以上军官以及地方局级以上领导干部的培训任务。
2012年，在国防大学进修系的基础上，组建中国人民解放军国防大学进修学院，仍为副军级编制，主要担负军队和武警部队中高级军官在职继续进修培训任务，以及中央国家机关司局级以上领导干部和地方省市区干部等关于国家安全和军队建设方面的教育培训任务。

## 历任领导

### 国防大学进修系
| 主任 …… - 郭其侨 少将（1990年6月—1993年） - 惠锡 少将（1994年—1998年） - 黄新 少将（？—？） - 吴庭志 少将（2002年2月—？） - 陈有恒 少将（2005年—？） - 王瑞清 少将（2008年—？） - 索建功 少将（？—？） - 郭尊先 少将（2011年5月—2012年7月） | 政治委员 …… - 张茂峰 少将（？—？） - 张庆瑞 少将（？—？） - 张江宁 少将（？—2011年） - 段凯 少将（2011年—2012年） |

### 国防大学进修学院
| 院长 - 郭尊先 少将（2012年7月—2013年2月） - 吴舒理 少将（2013年—2015年） - 尹若亮 少将（2015年—） | 政治委员 - 段凯 少将（2012年—2013年） - 王栋亮 少将（2013年—2015年） - 刘国栋 少将（2015年—） |